# 저우제룬
저우제룬(중국어 정체자: 周杰倫, 간체자: 周杰伦, 병음: Zhōu Jiélún, 한자음: 주걸륜, 영어: Jay Chou 제이 저우[*], 1979년 1월 18일~)은 대만의 대중 가수, 작곡가, 음악가, 감독, 프로듀서이자 배우이며, 하카계 출신이다. R&B, 힙합, 중국 전통음악의 영향을 받은 음악으로 중화권에서 인기를 얻어 활동하고 있다. 2000년 11월에 알파 뮤직(Alfa Music)을 통해서 데뷔했고 2006년 알파 뮤직에서 독립해 자신의 레코드 회사 JVR 뮤직을 설립했다.

## 발매 음반 목록

### 정규 음반
- 1집 - 周杰倫同名專輯/Jay (2000.11.01)
- 2집 - 范特西/Fantasy (2001.01.18)
- 3집 - 八度空間/8 Dimensions (2002.01.18)
- 4집 - 葉惠美/Ye Hui Mei (2003.01.13)
- 5집 - 七里香/Common Jasmine Orange (2004.08.03)
- 6집 - 11月的蕭邦/November's Chopin (2005.11.01)
- 7집 - 依然范特西/Still Fantasy (2006.09.05)
- 8집 - 我很忙/On the Run (2007.11.02)
- 9집 - 魔杰座/Capricorn (2008.10.14)
- 10집 - 跨時代/The Era (2010.05.18)
- 11집 - 驚嘆號/The exclamation mark (2011.11.11)
- 12집 - 12新作/Opus 12 (2012.12.28)
- 13집 - 哎呦 不錯哦/AIYO, NOT BAD (2014.12.26)
- 14집 - 周杰倫的床邊故事/Jay Chou's Bedtime Stories (2016.06.24)

### EP
- 范特西+ Fantasy Plus (2001)
- 尋找周杰倫 Hidden Track (2003)
- 霍元甲 (2006)
- 黄金甲 Curse of the Golden Flower (2006)

### 기타 비정규 음반
- The One Live (2002)
- 無與倫比演唱會 Live (2005)
- Initial J (2005)
- 말할 수 없는 비밀(不能說的秘密) 사운드트랙 (2007)
- 2007 the World Tours (2008)
- 2010超時代演唱會초 시대 콘서트

## 출연 영화 목록
- 심조주걸륜 (尋找周杰倫, 2003) : 특별 출연
- 이니셜 D (頭文字D,2005)
- 황후화 (滿城盡帶黃金甲,2006)
- 말할 수 없는 비밀 (不能說的秘密, 2007) : 감독,각본,음악,출연 모두 저우제룬(주걸륜)이 하였다.
- 쿵푸 덩크 (功夫灌籃, 2008)
- 자릉 (刺陵: Treasure Hunter, 2009)
- 소걸아 (蘇乞兒: True Legend, 2009)
- 그린 호넷 (青蜂俠：The Green Hornet, 2011) : 할리우드 진출작
- 바이럴 팩터（逆戰：The Viral Factor, 2012)
- 천태 (天台: The ROOFTOP.2013)
- 나우 유 씨 미 2 (Now You See Me 2, 2016) : 할리우드 2번째 작품 출연

## 같이 보기
- 대중음악의 별명 목록